# Kontaktor

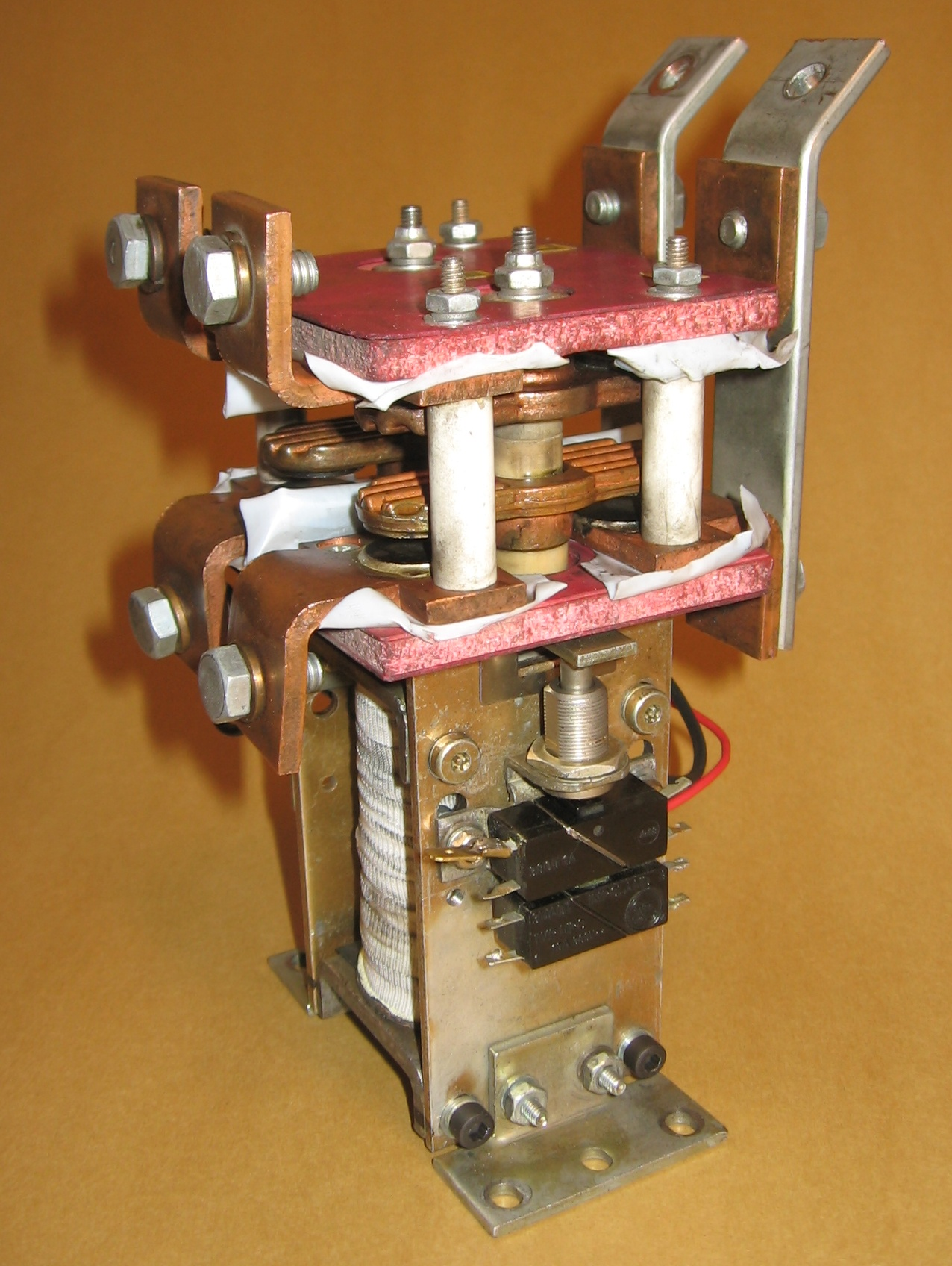
Ipari elektromágneses kontaktor

A kontaktor egy elektrotechnikai elem; egy gyakori működésre tervezett kapcsoló (relé) nagy áramú áramkörök kapcsolására. A kontaktort vezérlő áramkör jellemzően sokkal kisebb teljesítményű, mint amit kapcsolni kívánunk vele. Például egy 24 voltos elektromágnes húz be egy 230 voltos motorindító kapcsolót.
A kontaktorokat különféle felhasználásokra, áramokra különböző kialakítással gyártják. A kontaktort a kismegszakítóval ellentétben, nem arra találták ki, hogy megszakítsa a zárlati áramokat. A kontaktorok felhasználási tartományai pár ampertől több ezer amperig, valamint 24 VDC-től akár több kilovoltig is terjedhet. A fizikai mérete az apró, kézbe foghatótól a méteres oldalhosszúságúig terjedhet.
A kontaktorok működtethetnek elektromos motorokat, világítást, fűtést, kondenzátor állomást, párologtatót, vagy egyéb fogyasztókat.

## Tulajdonságai
Nagy mechanikai tűrőképessége van, viszonylag kis méretei és tömege, valamint kis hibaszázalékú működése mellett gyakori kapcsolás jellemzi.

## Felépítése
A kontaktor sematikus felépítése a következő:
- szigetelő alap
- mozdulatlan mag
- tekercs
- mozgó elektromágneses zár
- mozdulatlan érintkező
- mozgó érintkező
- kisegítő áramkörben elhelyezett, zárt és megszakított érintkezők
- érintkezők rugója, melyek az érintkezők szorítását biztosítják
- elektromos ív kioltását szolgáló cellák

A kontaktor fő része az érintkezők, amiken az áram folyik át. Ezek lehetnek fő- és segédérintkezők (egyéb kiegészítő működtetés, vagy visszajelzés céljából), amiket rugók feszítenek elő. Az elektromágnes (tekercs) a húzóerőt biztosítja az érintkezők zárásához.
A készülék tokozása (burkolata) magában foglalja az érintkezőket és az elektromágnest. Szigetelőanyagból készül, mint például  bakelit, nylon 6, vagy egyéb hőre keményedő műanyagból, hogy megvédje és elszigetelje az érintkezőket, valamint megakadályozza az esetleges áramütést. A nyitott szerkezetű kontaktorokat egy további tokba kell helyezni, ami megvédi a portól, olajtól, időjárási körülményektől, valamint a robbanásveszélytől.
Mágneses ívoltók elektromágnest használnak az ív oldalirányú megnyújtására és elmozdítására. Ezek kimondottan egyenáramú (DC) áramkörökben hasznosak. A váltóáram (AC) villamos ívei rövidebb periódusig állnak fenn, kioltásuk könnyebb az ugyanolyan áramerősségű, de egyenáramú (DC) ívekénél. A mágneses ívoltású Albright kontaktorok (amiket DC áramokra terveztek) 600A-től 1500A-ig meg tudja szakítani az áramkört.
Néha egy fogyasztáscsökkentő (economizer) áramkört is beépítenek, hogy csökkentsék a zárt kontaktor energiafelhasználását. Erre egy segédérintkezőt használnak, ami a csökkenti a tekercsáramot a zárás után, mivel a behúzva tartás már kevesebb áramot igényel. Ez csökkenti a teljesítményfelvételt és hűvösen tartja a tekercseket. A fogyasztáscsökkentő (economizer) áramkört szinte mindig használják az egyenáramú, és nagyáramú AC kontaktorok esetén.
Egy normál kontaktor rendelkezik tekercs bemenettel (ami működtethető akár egyenárammal, akár váltóárammal, a gyártó specifikáció alapján).  A tekercs ugyanazon feszültséggel is vezérelhető, mint az, amit kapcsol (pl. motor); vagy elkülönített, kisfeszültségű kezelőszervvel, illetve jobban vezérelhető, programozható áramkörrel. Bizonyos kontaktoroknak soros tekercsei vannak a motor áramköreivel. Ezek például automatikus motorindító szabályzások, ahol a következő ellenállás lépcső bekapcsolása nem történik meg, amíg a motor áramfelvétele nem csökken le.

## Működési alapelve
Az általános felhasználású relékkel ellentétben a kontaktorokat arra tervezték, hogy a közvetlenül nagyáramú fogyasztókat csatlakoztassanak rá. A relék kisebb áramok, teljesítmények kapcsolására terveztettek, valamint tartalmaznak alapállásban nyitott és zárt érintkezőket is. Azokat az eszközöket, amik több mint 15 A, vagy több kilowatt kapcsolására használatosak, kontkaktoroknak nevezzük. Eltekintve az opcionális, kiegészítő kis áramú érintkezőtől, a kontaktoroknak majdnem mindig kizárólag csak alapállásban nyitott érintkezői vannak. A reléktől eltérően a kontaktorok ívoltókkal (és az ívek irányító mágnesekkel) vannak ellátva nagy teljesítményű motorok áramának megszakítása miatt.
Amikor az áram átfolyik az elektromágnes tekercsén, mágneses mező épül fel, ami megmozdítja a kontaktor vasmagját. A tekercsek eleinte több áramot vesznek fel, amíg a vasmagok nem érnek a tekercs belsejébe, és az induktanciájuk nem növekszik meg ezáltal. A mozgó érintkezőket a mozgó mag viszi magával. A tartást, az érintkezők zárását az elektromágnes biztosítja egészen addig, amíg az áramkört meg nem szakítják. Ekkor a gravitáció vagy egy rugó visszaállítja a vasmagot a kezdő állapotba, és az érintkezés megszakad.
Azoknál a kontaktoroknál, amik váltóáramról üzemelnek, a vasmagok kis része körül van véve egy kiegészítő tekerccsel, ami késlelteti a mágneses erővonal változását. Ez a hatás segíti elő, hogy a váltóáram polaritás váltásai miatt ne rezegjen a hálózati frekvencia kétszeresén.
Az ívképződés, és az ebből következő károsodás miatt az érintkezők mozgatása nagyon gyorsan történik, és gyakran egy belső billenő mechanizmust is alkalmaznak.
A gyors zárás pattogást okozhat, ami nemkívánatos nyitási-zárási ciklusokat idéz elő. Az egyik megoldás lehet a problémára az osztott érintkező vagy a másik, hogy az érintkezők egyszerre zárnak, de a pattogás különböző időpontokban történik, ezáltal a fogyasztó nem lesz hirtelen idő alatt leválasztva, és nem képződik ív.
Néhány fajtának van többszörös érintkezője, elősegítve a gyors működést. Az elsődleges érintkező létesíti a kapcsolatot, az utolsó szakítja meg. Az első lépcső megszakadása után a kapcsolat nagyobb ellenállásúvá válik, de emiatt jelentős hő képződik. Ez megvédi az elsődleges kapcsolatot az ívképződéstől, és visszakapcsolása után, milliszekundumokkal később visszaáll a kis ellenállású állapot.
Egyéb technika a kontaktorok élettartamának fokozása az érintkezők söprése. Az érintkezők elmozognak egymás mellett a kezdeti kapcsolat után, hogy megtisztítsák egymást a szennyeződésektől.

## Érintkezők jelölése
- A1-A2: a tekercs kivezetései
- 1-2-re végződő érintkezők (pl. 71-72): alapból zárt érintekzők (NC, normally closed)
- 3-4-re végződő érintkezők (pl. 53-54): alapból nyitott érintekzők (NO, normally open)